# Ulrik 3. af Mecklenburg-Güstrow
Ulrik III af Mecklenburg-Güstrow (5. marts 1527 – 14. marts 1603) var hertug af Mecklenburg fra 1555-56 til 1603. Fra 1550 til 1603 var han desuden som Ulrik 1. administrator af Fyrstbispedømmet Schwerin.
Gift med Elisabeth af Danmark. Deres datter Sophie giftede sig med Frederik II i 1572. 